# Шимон Ніклевич
Шимон Ніклевич (пол. Szymon Niklewicz; бл. 1571, Львів — 24 листопада 1632, Пултуськ) — церковний діяч Речі Посполитої, священик-єзуїт, педагог, ректор Віленської єзуїтської академії і університету в 1611—1614 і 1625—1629 роках.

## Життєпис
Народився близько 1571 року у Львові. Вже будучи священиком, 10 серпня 1596 року вступив до Товариства Ісуса в Ризі.
У 1604—1606 роках був професором філософії в Пултуську, а в 1608—1611 — ректором. 1611—1614 — ректор Віленської академії і університету Товариства Ісуса, 1615—1618 — провінціал Литовської провінції єзуїтського ордену, 1618—1619 — префект студій і професор морального богослов'я в Пултуську, 1619—1620 — прокуратор Литовської провінції в Римі, 1620—1623 — настоятель у Варшаві, 1623—1624 — секретар провінціала. У 1625—1629 роках вдруге був ректором Віленської академії, після чого в 1629—1630 роках виконував обов'язки префекта дієцезальної семінарії в Пултуську.
Взяв участь в VII Генеральній Конгрегації Товариства Ісуса в Римі, що відбулася з 5 листопада 1615 до 26 січня 1616 року, на якій генералом ордена було обрано отця Муціо Вітеллескі.
Помер 24 листопада 1632 року в Пултуську.